# La Zélée
La Zélée — канонерская лодка французского флота, построенная для несения службы в Индокитае. Погибла при обстреле Папеэте немецкими крейсерами Scharnhorst и Gneisenau 22 сентября 1914 года.

## Служба
В начале Первой мировой войны канонерская лодка находилась в Папеэте на Таити. Под командованием Максима Дестремо, корабль остановил и захватил в качестве приза немецкий транспорт Walkure с грузом жемчуга.
22 сентября 1914 года порт Папеэте атаковали немецкие броненосные крейсера Scharnhorst и Gneisenau. Артиллерийским огнём немецких кораблей La Zélée и Walkure были потоплены.